# 尤里小檗
尤里小檗（学名：Berberis ulicina）为小檗科小檗属的植物。分布在克什米尔地区以及中国大陆的新疆、西藏等地，生长于海拔2,500米至3,700米的地区，见于山谷坡地和河谷地，目前尚未由人工引种栽培。